# Jean-David Beauguel
Jean-David Beauguel (Strasburgo, 21 marzo 1992) è un calciatore francese, attaccante del Stal Mielec.

## Carriera
Nella stagione 2013-2014 ha esordito in Eredivisie con la maglia dell'RKC Waalwijk.

## Palmarès

### Club

#### Competizioni nazionali
- Coppa della Repubblica Ceca: 1

Fastav Zlín: 2016-2017

### Individuale
- Capocannoniere della 1. liga: 1

2021-2022 (19 gol)